# Åke Stenlund
Åke Stenlund, född 19 juni 1946, är en svensk före detta professionell ishockeyspelare (back).
Som ishockeyspelare har han spelat för Groko Hockey (numera Luleå HF) och IFK Luleå, såväl under 1960-talet som 1970-talet.